# إميليو رودريغيز
اميليو رودريغيز (بالفرنسية: Emilio Rodríguez Ayuso) (و. 1845 – 1891 م) هو مهندس معماري إسباني، ولد في مدريد، توفي في مدريد، عن عمر يناهز 46 عاماً.